# Marquesado de Casa Irujo
El marquesado de Casa Irujo es un título nobiliario español creado el 6 de marzo de 1803 por el rey Carlos IV a favor de Carlos Martínez de Irujo y Tacón, ministro de Estado, embajador.
El rey Alfonso XIII concedió la Grandeza de España el 24 de diciembre de 1890, al tercer marqués, Carlos Martínez de Irujo y del Alcázar.
Su denominación hace referencia al apellido del primer titular.

## Marqueses de Casa Irujo
|                        | Titular                                | Periodo                |
| Creación por Carlos IV | Creación por Carlos IV                 | Creación por Carlos IV |
| ---------------------- | -------------------------------------- | ---------------------- |
| I                      | Carlos Martínez de Irujo y Tacón       | 1803-1824              |
| II                     | Carlos Martínez de Irujo y McKean      | 1824-1855              |
| III                    | Carlos Martínez de Irujo y del Alcázar | 1855-1904              |
| IV                     | Carlos Martínez de Irujo y Caro        | 1904-1906              |
| V                      | Pedro Martínez de Irujo y Caro         | 1906-1942              |
| VI                     | Ignacio Martínez de Irujo y Artázcoz   | 1942-1980              |
| VII                    | Carlos Martínez de Irujo y Crespo      | 1980-actual titular    |

## Historia de los marqueses de Casa Irujo

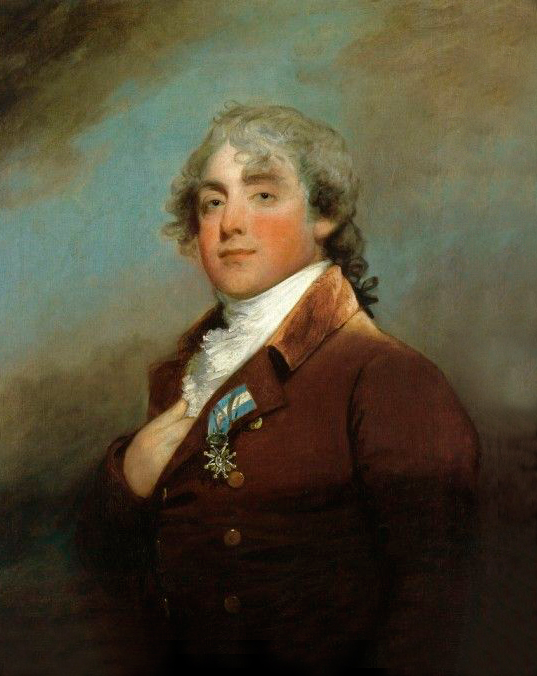
Carlos Martínez de Irujo y Tacón,
I marqués de Casa-Irujo

- Carlos Martínez de Irujo y Tacón (Cartagena,4 de noviembre de 1763-Madrid, 17 de enero de 1824), I marqués de Casa Irujo,[1] hijo de Manuel Martínez de Irujo y Erice y de su esposa Narcisa Tacón y Gámiz.[2]

Casó en 1798 con Sarah María Theresa McKean (1780-1841), hija del gobernador de Pensilvania y presidente del congreso de los Estados Unidos. Le sucedió su hijo:
- Carlos Martínez de Irujo y McKean (1802-1855), II marqués de Casa Irujo.[1]

Casó con Gabriela del Alcázar y Vera de Aragón, VIII duquesa de Sotomayor. Le sucedió su hijo:
- Carlos Martínez de Irujo y del Alcázar (1846-1909), III marqués de Casa Irujo,[1] VIII duque de Sotomayor[1] y II marqués de los Arcos. Fue diputado y senador, caballero de la Orden del Toisónde Oro, caballero de la Orden de Santiago, maestrante de Zaragoza, Gran Cruz de Carlos III, gentilhombre de cámara con ejercicio y servidumbre, sumiller de corps, jefe superior de Palacio y mayordomo de la reina.[3]

Casó en primeras nupcias el 28 de mayo de 1875 con María de la Asunción Caro Szecheny (1853-1897), hija del V marqués de la Romana y de su esposa Isabel Szecheny,  Al enviudar, contrajo un segundo matrimonio en 1899 con su cuñada, María del Pilar Caro Szecheny, viuda del marqués de San Felices. Le sucedió su hijo del primer matrimonio, a quien cedió el título en 1904:
- Carlos Martínez de Irujo y Caro (1877-1906), IV marqués de Casa Irujo.[1] Soltero, sin descendientes, le sucedió su hermano:

- Pedro Martínez de Irujo y Caro (1882-1957), V marqués de Casa Irujo,[1] IX duque de Sotomayor,[1]caballerizo mayor de la Reina María Cristina de España y senador por derecho propio.[4]

Casó con Ana María de Artázcoz y Labayen, dama de la reina Victoria Eugenia de España. Le sucedió, por cesión, su hijo:
- Ignacio Martínez de Irujo y Artázcoz (1913-2011), VI marqués de Casa Irujo, y X duque de Sotomayor.[1]

Casó con Antonia Celina Crespo y Rayband. Le sucedió su hijo:
- Carlos Martínez de Irujo y Crespo (n. 29 de marzo de 1948),  VII marqués de Casa Irujo[1]  y XI duque de Sotomayor.[1]

Casó en primeras nupcias el 29 de septiembre de 1978 con María de la Soledad de Casanova-Cárdenas y Barón, XV marquesa del Águila y XVII marquesa de Montemayor. Con descendencia. Contrajo un segundo matrimonio el 27 de marzo de 1992 con María Avelina Conde y León,  notaria del Ilustre Colegio Notarial de Extremadura.